# NGC 5189
NGC 5189 är en planetarisk nebulosa belägen i stjärnbilden Flugan. Den upptäcktes 1 juli 1826 av James Dunlop, som katalogiserade den som Δ252. Ett populärt smeknamn är "Spiralplanetariska nebulosan". Under många år, långt in på 1960-talet, ansågs den vara en ljusstark emissionsnebulosa. Det var Karl G. Henize, som 1967 först beskrev NGC 5189 som kvasiplanetarisk baserat på dess spektrala emissionslinjer.
NGC 5189 beräknas befinna sig 1 780 ljusår eller 546 parsekfrån jorden. Andra mätningar har gett resultat upp till 900 pc (~3 000 ljusår).

## Egenskaper
Sedd genom ett teleskop verkar NGC 5189 ha en S-form, som påminner om en stavspiralgalax. S-formen, tillsammans med punktsymmetriska knutar i nebulosan, har länge gett astronomer anledning att förutsätta att en dubbelstjärna finns i nebulosans centrum. Bildanalyser från Hubbleteleskopet har visat att denna S-formade struktur verkligen är två täta lågjoniseringsregioner. Den ena rör sig mot nordost och den andra rör sig mot sydvästra delen av nebulosan, vilket kan vara ett resultat av ett nyligen inträffat utbrott från centralstjärnan. Observationer med Southern African Large Telescope har visat en vit dvärg som följeslagare i en 4,04 dygns omloppsbana kring den sällsynta lågmassestjärnan av Wolf-Rayet-typ i centrum av NGC 5189.